# Pieter Henket
Pieter Henket (Geldrop, 21 januari 1979) is een Nederlands fotograaf. Hij brak in 2008 door toen Lady Gaga zijn foto op de hoes van haar debuutalbum The Fame plaatste. Hij werkt in New York.

## Biografie
Henket werd geboren in Geldrop. Hij is een zoon van Hubert-Jan Henket, een architect die onder meer bekend is van het ontwerp van de ovale opbouw (het Oog) op het Museum De Fundatie. De wereldberoemde fotografe Bertien van Manen, onder meer bekend van werk gemaakt tijdens reizen in Rusland en China, is zijn tante.
Op zijn negentiende ging hij voor een filmcursus van een paar maanden naar de New York Film Academy. Hij mocht alleen in de VS blijven als hij zijn ouders kon verbazen met iets heel interessants. Dit lukte hem toen hij zijn stage wist te regelen bij Robert De Niro tijdens de opnames van Flawless (1999).
Hij ging echter niet de filmwereld in, maar ontwikkelde zichzelf in het fotovak. In 2006 ontmoette hij zanger en muziekproducent Ryan Leslie. Volgens Henket was Leslie toen de enige die in hem geloofde. Hij schoot in die tijd tientallen sessies met hem. Zijn doorbraak kwam in 2008 toen Lady Gaga zijn foto op de hoes van haar debuutalbum The Fame plaatste. Twee jaar later werd deze foto getoond als een icoon van de 21e eeuw in het Metropolitan Museum of Art in New York. In de eerste helft van 2013 hield hij zijn eerste grote solotentoonstelling. Die was in Museum de Fundatie in Zwolle. Het museum kocht ook zijn serie The Faces op met steun van de BankGiro Loterij.

## Exposities
- 2010: Fantastic photography, tentoonstelling, Noorderlicht Fotogalerie, Groningen
- 2010: Foto van Lady Gaga tijdens "American Woman", Metropolitan Museum of Art, New York
- 2011: Nederlands Film Festival, Stadsschouwburg, Utrecht
- 2011: MTV RE:DEFINE’, Goss‐Michael Foundation, Dallas
- 2013: The way I see it, Museum De Fundatie, Zwolle
- 2013: Disco, Flatland Gallery, Amsterdam
- 2016: Foto's in Dutch Identity: Nederlandse portretfotografie NU, Museum De Fundatie, Zwolle
- 2019: Congo Tales - Told by the People of Mbomo, Museum De Fundatie, Zwolle

## Publicaties
- 2013: The way I see it, Uitgeverij De Kunst
- 2014: Stars to the Sun, Lannoo/Racine

- Gemeinsame Normdatei: 1021944963
- International Standard Name Identifier: 0000 0004 1839 0203
- Library of Congress Control Number: no2013088414
- Nederlandse Thesaurus van Auteursnamen: 358155339
- RKD-Nederlands Instituut voor Kunstgeschiedenis: 365335
- Système universitaire de documentation: 179455141
- Virtual International Authority File: 305204349
- WorldCat: E39PBJkD6HdQJKxmdbPgWp8pyd